# Morgan Paull
Morgan Paull (* 15. Dezember 1944 in New York City; † 17. Juli 2012 in Ashland, Oregon) war ein US-amerikanischer Schauspieler.

## Leben
Morgan Paull wurde in einer wohlhabenden Familie in West Virginia geboren. Während seiner Schulzeit spielte er Theater und wollte anschließend mit einem Studium an der Boston University seinen Traum Schauspieler zu werden, erfüllen. Da ihm seine Familie dies untersagte, verließ er sein Zuhause und schloss sich dem Barter Theatre in Abingdon an, wo er unter anderem mit Gregory Peck und Ernest Borgnine zusammenspielte. Anschließend zog er nach Los Angeles, wo er ebenfalls am Theater spielte, bevor er in der Rolle des Captain Richard N. Jenson  in dem von Franklin J. Schaffner inszenierten Kriegsfilm Patton – Rebell in Uniform an der Seite von George C. Scott und Karl Malden auf der Leinwand debütierte.
Morgan Paull war in seinem Leben vier Mal verheiratet. Von 1965 bis 1976 mit der Schauspielerin Gaye Huston. 1976 und 1990 heiratete er jeweils erneut. Alle drei Ehen endeten in einer Scheidung. Mit seiner letzten Ehefrau Jenny Elam war er von 2004 bis zu seinem Tod verheiratet. Paull hatte zwei Töchter. Am 17. Juli 2012 verstarb Paull bei sich zu Hause an den Folgen seiner Magenkrebs-Erkrankung.

## Filmografie (Auswahl)
- 1970: Patton – Rebell in Uniform (Patton)
- 1971: Die Gnadenlosen (Fools’ Parade)
- 1973: Geier kennen kein Erbarmen (Cahill U.S. Marshal)
- 1974: Ein Bulle für alle Fälle (Ein Bulle für alle Fälle)
- 1975: Abenteuer im Weltraum (Stowaway to the Moon)
- 1975: Die Gangsterschlacht von Kansas City (The Kansas City Massacre)
- 1975: Mitchell
- 1976: Der Letzte der harten Männer (The Last Hard Men)
- 1977: Das Ultimatum (Twilight's Last Gleaming)
- 1978: Der tödliche Schwarm (The Swarm)
- 1979: Die Rückkehr der Semmelknödelbande (The Apple Dumpling Gang Rides Again)
- 1979: Norma Rae – Eine Frau steht ihren Mann (Norma Rae)
- 1979: Sieben Stuntmänner räumen auf (The Fantastic Seven)
- 1980: Die Königin der Banditen (Belle Starr)
- 1980: Fade to Black – Die schönen Morde des Eric Binford (Fade to Black)
- 1982: Blade Runner
- 1989: Tau mich auf, Liebling (Out Cold)